# Ion Gigi
Ion Gigi  (născut pe 15 septembrie 1967 în  Galați) este un fotbalist și antrenor român.
El este profesor de sport la "Liceul Tehnologic Numărul 1" din comuna Cudalbi, județul Galați